# Magyarország az 1994-es úszó-világbajnokságon
Magyarország a olaszországi Rómában megrendezett 1994-es úszó-világbajnokság egyik részt vevő nemzete volt. Az ország a világbajnokságon 45 sportolóval képviseltette magát, akik összesen 3 arany-, 3 ezüst- és 4 bronzérmet szereztek.

## Versenyzők száma
| Sportág, szakág  | Magyar résztvevő | Magyar résztvevő | Magyar résztvevő |
| Sportág, szakág  | Férfi            | Nő               | Össz.            |
| Úszás            | 8                | 3                | 11               |
| Nyílt vízi úszás | 2                | 2                | 4                |
| Műugrás          | 1                | 1                | 2                |
| Szinkronúszás    | –                | 2                | 2                |
| Vízilabda        | 13               | 13               | 26               |
|                  |                  |                  |                  |
| Összesen         | 24               | 21               | 45               |

## Érmesek
| Érem      | Versenyző                                                             | Versenyszám    | Versenyszám               | Dátum          |
| --------- | --------------------------------------------------------------------- | -------------- | ------------------------- | -------------- |
| Aranyérem | Rózsa Norbert                                                         | úszás          | 100 m-es mellúszás        | szeptember 5.  |
| Aranyérem | Rózsa Norbert                                                         | úszás          | 200 m-es mellúszás        | szeptember 9.  |
| Aranyérem | Magyar női vízilabda-válogatott                                       | vízilabda      | női vízilabda             | szeptember 9.  |
| Ezüstérem | Güttler Károly                                                        | úszás          | 100 m-es mellúszás        | szeptember 5   |
| Ezüstérem | Kovács Rita                                                           | hosszútávúszás | 25 km                     | szeptember 8.  |
| Ezüstérem | Egerszegi Krisztina                                                   | úszás          | 200 m-es hátúszás         | szeptember 11. |
| Bronzérem | Güttler Károly                                                        | úszás          | 200 m mellúszás           | szeptember 9.  |
| Bronzérem | Deutsch Tamás                                                         | úszás          | 100 m-es hátúszás         | szeptember 10. |
| Bronzérem | Czene Attila                                                          | úszás          | 200 m vegyes úszás        | szeptember 11. |
| Bronzérem | Deutsch Tamás Rózsa Norbert Horváth Péter Czene Attila (Zubor Attila) | úszás          | 4 × 100 m-es vegyes váltó | szeptember 11. |

## Úszás
Férfi
| Versenyző                                                             | Versenyszám            | Előfutam | Előfutam | Előfutam | Döntő   | Döntő     |
| Versenyző                                                             | Versenyszám            | Idő      | Hely.    | Össz.    | Idő     | Helyezés  |
| --------------------------------------------------------------------- | ---------------------- | -------- | -------- | -------- | ------- | --------- |
| Ágh Olivér                                                            | 100 m hátúszás         | 58,62    | ?.       | 35.      | kiesett | kiesett   |
| Ágh Olivér                                                            | 200 m hátúszás         | 2:03,10  | 6.       | 18.      | 2:03,04 | 15.       |
| Czene Attila                                                          | 100 m gyorsúszás       | 50,76    | 6.       | 14.      | 50,23   | 10.       |
| Czene Attila                                                          | 200 m gyorsúszás       | 1:50,27  | 5.       | 7.       | 1:49,21 | 6.        |
| Czene Attila                                                          | 200 m vegyes úszás     | 2:02,55  | ?.       | 4.       | 2:01,84 | Bronzérem |
| Deutsch Tamás                                                         | 100 m hátúszás         | 55,92    | 2.       | 3.       | 55,69   | Bronzérem |
| Deutsch Tamás                                                         | 200 m hátúszás         | 2:00,03  | 1.       | 2.       | 1:59,31 | 4.        |
| Güttler Károly                                                        | 100 m mellúszás        | 1:02,09  | 2.       | 3.       | 1:01,44 | Ezüstérem |
| Güttler Károly                                                        | 200 m mellúszás        | 2:15,45  | 2.       | 3.       | 2:14,12 | Bronzérem |
| Horváth Péter                                                         | 100 m pillangóúszás    | 55,08    | ?.       | 19.      | kiesett | kiesett   |
| Horváth Péter                                                         | 200 m pillangóúszás    | 2:02,29  | 5.       | 14.      | 2:00,49 | 9.        |
| Rózsa Norbert                                                         | 100 m mellúszás        | 1:02,08  | 1.       | 2.       | 1:02,24 | Aranyérem |
| Rózsa Norbert                                                         | 200 m mellúszás        | 2:15,45  | 1.       | 3.       | 2:12,81 | Aranyérem |
| Szabados Béla                                                         | 50 m gyorsúszás        | 23,68    | 4.       | 35.      | kiesett | kiesett   |
| Zubor Attila                                                          | 100 m gyorsúszás       | 51,95    | ?.       | 34.      | kiesett | kiesett   |
| Deutsch Tamás Rózsa Norbert Horváth Péter Czene Attila (Zubor Attila) | 4 × 100 m vegyes váltó | 3:43,74  | 1.       | 3.       | 3:39,47 | Bronzérem |

Női
| Versenyző           | Versenyszám        | Előfutam | Előfutam | Előfutam | Döntő   | Döntő     |
| Versenyző           | Versenyszám        | Idő      | Hely.    | Össz.    | Idő     | Helyezés  |
| ------------------- | ------------------ | -------- | -------- | -------- | ------- | --------- |
| Egerszegi Krisztina | 100 m hátúszás     | 1:02,20  | ?.       | 4.       | 1:01,53 | 5.        |
| Egerszegi Krisztina | 200 m hátúszás     | 2:09,21  | 1.       | 1.       | 2:09,10 | Ezüstérem |
| Fábián Katalin      | 200 m vegyes úszás | 2:21,89  | ?.       | 21.      | kiesett | kiesett   |
| Fábián Katalin      | 400 m vegyes úszás | 5:01,38  | 7.       | 22.      | kiesett | kiesett   |
| Lakos Gyöngyvér     | 50 m gyorsúszás    | 26,73    | 3.       | 21.      | kiesett | kiesett   |
| Lakos Gyöngyvér     | 100 m gyorsúszás   | 58,05    | 1.       | 27.      | kiesett | kiesett   |

## Nyílt vízi úszás
Férfi
| Versenyző     | Versenyszám | Idő     | Helyezés |
| ------------- | ----------- | ------- | -------- |
| Kade Zoltán   | 25 km       | 5:52:05 | 16.      |
| Molnár Attila | 25 km       | 5:55:15 | 20.      |

Női
| Versenyző        | Versenyszám | Idő     | Helyezés  |
| ---------------- | ----------- | ------- | --------- |
| Berzlánovits Éva | 25 km       | 6:23:09 | 12.       |
| Kovács Rita      | 25 km       | 5:50:13 | Ezüstérem |

## Szinkronúszás
| Versenyző                         | Versenyszám | Selejtező | Selejtező | Döntő   | Döntő    |
| Versenyző                         | Versenyszám | Pont      | Hely.     | Pont    | Helyezés |
| --------------------------------- | ----------- | --------- | --------- | ------- | -------- |
| Hámori Zsuzsanna                  | Egyéni      |           | 30.       | kiesett | kiesett  |
| Marschalkó Petra Hámori Zsuzsanna | Páros       |           | 27.       | kiesett | kiesett  |

## Műugrás
Férfi
| Versenyző    | Versenyszám         | Selejtezők | Selejtezők | Döntő   | Döntő   |
| Versenyző    | Versenyszám         | Pont       | Hely       | Pont    | Hely    |
| ------------ | ------------------- | ---------- | ---------- | ------- | ------- |
| Lengyel Imre | 10 m-es toronyugrás | 321,45     | 22.        | kiesett | kiesett |

Női
| Versenyző      | Versenyszám           | Selejtezők | Selejtezők | Döntő   | Döntő   |
| Versenyző      | Versenyszám           | Pont       | Hely       | Pont    | Hely    |
| -------------- | --------------------- | ---------- | ---------- | ------- | ------- |
| Pintér Orsolya | Női 3 méteres műugrás | 248,49     | 22.        | kiesett | kiesett |

## Vízilabda

### Férfi
| Magyar nemzeti férfi vízilabdacsapat-játékoskeret | Magyar nemzeti férfi vízilabdacsapat-játékoskeret | Magyar nemzeti férfi vízilabdacsapat-játékoskeret | Magyar nemzeti férfi vízilabdacsapat-játékoskeret |
| #                                                 | Név                                               | Poszt                                             | Kor (1994. szeptember 2. szerint)                 |
| ------------------------------------------------- | ------------------------------------------------- | ------------------------------------------------- | ------------------------------------------------- |
|                                                   | Kósz Zoltán                                       | K                                                 | 1967. november 26. (26 évesen)                    |
|                                                   | Kuna Péter                                        | K                                                 | 1965. július 27. (29 évesen)                      |
|                                                   | Benedek Tibor                                     | M                                                 | 1972. július 12. (22 évesen)                      |
|                                                   | Dala Tamás                                        | M                                                 | 1968. június 5. (26 évesen)                       |
|                                                   | Fodor Rajmund                                     | M                                                 | 1976. február 21. (18 évesen)                     |
|                                                   | Gál András                                        | M                                                 |                                                   |
|                                                   | Monostori Attila                                  | M                                                 | 1971. január 28. (23 évesen)                      |
|                                                   | Németh Zsolt                                      | M                                                 | 1970. április 15. (24 évesen)                     |
|                                                   | Péter Imre                                        | M                                                 | 1970. április 1. (24 évesen)                      |
|                                                   | Tóth Frank                                        | M                                                 | 1970. június 17. (24 évesen)                      |
|                                                   | Tóth László                                       | M                                                 | 1968. február 9. (26 évesen)                      |
|                                                   | Varga I. Zsolt                                    | M                                                 | 1972. március 9. (22 évesen)                      |
|                                                   | Vincze Balázs                                     | M                                                 | 1967. június 27. (27 évesen)                      |
| Szövetségi kapitány: Horkai György                |                                                   |                                                   |                                                   |

Csoportkör
D csoport
| Csapat       | M | Gy | D | V | G+ | G– | Gk  | P |
| ------------ | - | -- | - | - | -- | -- | --- | - |
| Olaszország  | 3 | 3  | 0 | 0 | 33 | 19 | +14 | 6 |
| Magyarország | 3 | 2  | 0 | 1 | 35 | 18 | +17 | 4 |
| Kazahsztán   | 3 | 1  | 0 | 2 | 24 | 29 | –5  | 2 |
| Kanada       | 3 | 0  | 0 | 3 | 6  | 32 | –26 | 0 |

| 1994. szeptember 2. | Magyarország                                                              | 13 – 0 | Kanada |  |
| 1994. szeptember 2. | (2–0, 5–0, 4–0, 2–0)                                                      |        |        |  |
| 1994. szeptember 2. | Benedek 3, Monostori, Varga, Dala 2-2, Tóth F., Fodor, Péter, Tóth L. 1-1 |        |        |  |

| 1994. szeptember 3. | Magyarország                                             | 10 – 11 | Olaszország                                           |  |
| 1994. szeptember 3. | (4–3, 2–3, 1–3, 3–2)                                     |         |                                                       |  |
| 1994. szeptember 3. | Dala 4, Benedek 2, Tóth F., Monostori, Fodor, Vincze 1-1 |         | Porzio 4, Pomilio 3, Campagna 2, Fiorillo, Silipo 1-1 |  |

| 1994. szeptember 4. | Magyarország                                             | 12 – 7 | Kazahsztán                                          |  |
| 1994. szeptember 4. | (3–1, 3–1, 2–3, 4–2)                                     |        |                                                     |  |
| 1994. szeptember 4. | Varga 5, Tóth F., Péter 2-2, Dala, Monostori, Vincze 1-1 |        | Szevasztjanov 3, Orazalinov 2, Elke, Zsiljajev 1-1, |  |

Középdöntő
F csoport
| Csapat       | M | Gy | D | V | G+ | G– | Gk | P |
| ------------ | - | -- | - | - | -- | -- | -- | - |
| Olaszország  | 3 | 3  | 0 | 0 | 25 | 20 | +5 | 6 |
| Oroszország  | 3 | 1  | 1 | 1 | 24 | 24 | 0  | 3 |
| Magyarország | 3 | 1  | 0 | 2 | 33 | 30 | +3 | 2 |
| Görögország  | 3 | 0  | 1 | 2 | 15 | 23 | –8 | 1 |

| 1994. szeptember 6. | Magyarország                                                | 11 – 6 | Görögország                                        |  |
| 1994. szeptember 6. | (3–1, 2–3, 3–0, 3–2)                                        |        |                                                    |  |
| 1994. szeptember 6. | Dala, Benedek 3-3, Monostori, Varga, Péter, Németh, Gál 1-1 |        | Kalakonasz 3, Kajafasz, Ludisz, Papanasztasziu 1-1 |  |

| 1994. szeptember 7. | Magyarország                                                   | 12 – 13 | Oroszország |  |
| 1994. szeptember 7. | (6–3, 3–3, 0–4, 3–3)                                           |         | |  |
| 1994. szeptember 7. | Tóth F., Tóth L., Dala, Benedek, Vincze 2-2, Varga, Németh 1-1 |         | Kozlov, D. Apanaszenko, Jerisov, Markocs 2-2, Garbuzov, Jevsztyignyejev 1, M. Apanaszenko, Szmolovij, Ivlev 1-1 |  |

Az 5–8. helyért
| Csapat           | M | Gy | D | V | G+ | G– | Gk | P |
| ---------------- | - | -- | - | - | -- | -- | -- | - |
| Magyarország     | 3 | 2  | 1 | 0 | 32 | 23 | +9 | 5 |
| Egyesült Államok | 3 | 1  | 1 | 1 | 26 | 26 | 0  | 3 |
| Görögország      | 3 | 1  | 0 | 2 | 20 | 25 | –5 | 2 |
| Hollandia        | 3 | 1  | 0 | 2 | 20 | 24 | –4 | 2 |

| 1994. szeptember 9. | Magyarország                                             | 11 – 11 | Egyesült Államok                                          |  |
| 1994. szeptember 9. | (2–1, 3–2, 2–4, 4–4)                                     |         |                                                           |  |
| 1994. szeptember 9. | Tóth F. 4, Tóth L., Fodor 2-2, Dala, Benedek, Vincze 1-1 |         | Toring 5, Laster 2 Kredell, Krumins, Everist, Humbert 1-1 |  |

| 1994. szeptember 10. | Magyarország                                              | 10 – 6 | Hollandia                                |  |
| 1994. szeptember 10. | (3–1, 1–1, 4–4, 2–0)                                      |        |                                          |  |
| 1994. szeptember 10. | Benedek 4, Vincze 2, Monostori, Varga, Tóth L., Fodor 1-1 |        | Issard 3, Uri, Nieuwenburg, de Groot 1-1 |  |

| Csapat       | Helyezés |
| ------------ | -------- |
| Magyarország | 5.       |

### Női
| Magyar nemzeti női vízilabdacsapat-játékoskeret | Magyar nemzeti női vízilabdacsapat-játékoskeret | Magyar nemzeti női vízilabdacsapat-játékoskeret | Magyar nemzeti női vízilabdacsapat-játékoskeret |
| #                                               | Név                                             | Poszt                                           | Kor (1994. szeptember 2. szerint)               |
| ----------------------------------------------- | ----------------------------------------------- | ----------------------------------------------- | ----------------------------------------------- |
|                                                 | Huff Zsuzsanna                                  | K                                               | 1964. május 25. (30 évesen)                     |
|                                                 | Szalkay Orsolya                                 | K                                               | 1968. augusztus 19. (26 évesen)                 |
|                                                 | Dunkel Zsuzsa                                   | M                                               | 1965. december 28. (28 évesen)                  |
|                                                 | Dancsa Katalin                                  | M                                               | 1963. december 20. (30 évesen)                  |
|                                                 | Eke Andrea                                      | M                                               | 1968. március 19. (26 évesen)                   |
|                                                 | Kuna Ildikó                                     | M                                               | 1967. 0. (27 évesen)                            |
|                                                 | Rafael Irén                                     | M                                               | 1966. október 11. (27 évesen)                   |
|                                                 | Rédei Katalin                                   | M                                               | 1976. április 5. (18 évesen)                    |
|                                                 | Sipos Edit                                      | M                                               | 1975. március 2. (19 évesen)                    |
|                                                 | Stieber Mercédesz                               | M                                               | 1974. szeptember 4. (19 évesen)                 |
|                                                 | Szremkó Krisztina                               | M                                               | 1972. január 6. (22 évesen)                     |
|                                                 | Tóth Gabriella                                  | M                                               | 1975. 0. (19 évesen)                            |
|                                                 | Tóth Noémi                                      | M                                               | 1976. 0. (18 évesen)                            |
| Szövetségi kapitány: Tóth Gyula                 |                                                 |                                                 |                                                 |

Csoportkör
A csoport
| Csapat        | M | Gy | D | V | G+ | G– | Gk  | P |
| ------------- | - | -- | - | - | -- | -- | --- | - |
| Hollandia     | 5 | 4  | 0 | 1 | 58 | 25 | +33 | 8 |
| Magyarország  | 5 | 4  | 0 | 1 | 41 | 28 | +13 | 8 |
| Kanada        | 5 | 3  | 0 | 2 | 46 | 41 | +5  | 6 |
| Oroszország   | 5 | 3  | 0 | 2 | 39 | 35 | +4  | 6 |
| Franciaország | 5 | 1  | 0 | 4 | 28 | 56 | –28 | 2 |
| Brazília      | 5 | 0  | 0 | 5 | 29 | 56 | –27 | 0 |

| 1994. szeptember 2. | Magyarország                                    | 13 – 7 | Kanada                                    |  |
| 1994. szeptember 2. | (3–2, 3–3, 3–0, 4–2)                            |        |                                           |  |
| 1994. szeptember 2. | Eke, Tóth N. 4-4, Raffael, Stieber 2-2, Rédei 1 |        | C. Campbell 3, T. Campbell, Deslieres 2-2 |  |

| 1994. szeptember 3. | Magyarország                              | 6 – 4 | Oroszország                                  |  |
| 1994. szeptember 3. | (0–1, 2–1, 2–1, 2–1)                      |       |                                              |  |
| 1994. szeptember 3. | Stieber, Tóth N. 2-2, Raffael, Dancsa 1-1 |       | Anyikejeva, Alejeva, Tolkunova, Bajanova 1-1 |  |

| 1994. szeptember 4. | Magyarország                | 7 – 4 | Franciaország                     |  |
| 1994. szeptember 4. | (1–1, 2–1, 2–1, 2–1)        |       |                                   |  |
| 1994. szeptember 4. | Stieber 5, Eke, Raffael 1-1 |       | Gauthreau 2, Yayahoui 1, Mareel 1 |  |

| 1994. szeptember 5. | Magyarország                                  | 7 – 3 | Brazília                  |  |
| 1994. szeptember 5. | (2–0, 1–2, 2–0, 2–1)                          |       |                           |  |
| 1994. szeptember 5. | Eke, Stieber 2-2, Tóth N., Dunkel, Dancsa 1-1 |       | Pinciroli 2, Bertolucci 1 |  |

| 1994. szeptember 6. | Magyarország                           | 8 – 10 | Hollandia                                                                 |  |
| 1994. szeptember 6. | (1–3, 2–2, 1–3, 4–2)                   |        |                                                                           |  |
| 1994. szeptember 6. | Eke 3, Stieber, Tóth N. 2-2, Szremkó 1 |        | Knipers 3, Scherrenburg, Verdam 2-2, Hiemstra, Leijendekker, Lindhout 1-1 |  |

Elődöntő
| 1994. szeptember 8. | Magyarország                               | 7 – 5 | Olaszország                                   |  |
| 1994. szeptember 8. | (2–0, 1–1, 0–2, 3–2)                       |       |                                               |  |
| 1994. szeptember 8. | Stieber 3, Eke, Rédei, Dunkel, Tóth N. 1-1 |       | Lariucci 2, Allucci, Di Giacinto, Consoli 1-1 |  |

Döntő
| 1994. szeptember 9. | Magyarország                          | 7 – 5 | Hollandia                       |  |
| 1994. szeptember 9. | (2–0, 1–3, 1–1, 3–1)                  |       |                                 |  |
| 1994. szeptember 9. | Raffael 3, Szremkó 2, Eke, Dunkel 1-1 |       | Kuipers 3, Verdam, Lindhout 1-1 |  |

| Csapat       | Helyezés  |
| ------------ | --------- |
| Magyarország | Aranyérem |